# Google Wave
Google Wave va ser un projecte anunciat per Google durant la conferència Google I/O de 28 de maig de 2009 Es tractava d'una aplicació web on es mesclaven els conceptes de serveis de correu, missatgeria instantània, wiki i xarxa social, tot associat a un corrector ortogràfic i a un traductor instantani, els quals podien treballar de manera concertada. A l'octubre de 2009, Google Wave només estava disponible en versió beta privada.
El nom "Wave", va ésser escollit inspirant-se en la sèrie de televisió americana Firefly. A la sèrie Firefly, una Wave és una comunicació electrònica, sovint un missatge de vídeo.
Google va anunciar una primera versió pel setembre de 2009 amb la distribució de 100 000 comptes mitjançant inscripció a la web.
Google va anunciar la suspensió del servei l'agost de 2010, que va tancar-se totalment l'abril de 2012. Part de la seva funcionalitat va poder aprofitar-se pel projecte Apache Wave.
En el seu llibre de 2012 "Juntos. Rituales, placeres y política de cooperación", el filòsof Richard Sennet explica que va participar en un grup de discussió que feia servir Google Wave i era experimental per avaluar aquest sistema. El resultat és que permet algun tipus de discussions però no unes altres: "El defecto de este programa no es exclusivo de Google; muchos otros programas (algunos de los cuales están vigentes y con acceso gratis en Linux) imaginan la cooperación más en términos dialécticos que dialógicos" (pàgina 50). Diu que Google va explicar l'estiu de 2010 que tancava el programa sense entendre per què no havia funcionat, però que ell opina que el que volien era una cooperació més dialògica.